# Harm Vanhoucke
Harm Vanhoucke (ur. 17 czerwca 1997 w Kortrijk) – belgijski kolarz szosowy.

## Osiągnięcia
Opracowano na podstawie:

2015
- 3. miejsce w Oberösterreich Juniorenrundfahrt

2016
- 1. miejsce na 2. etapie Tour de Savoie Mont-Blanc
- 1. miejsce w Piccolo Giro di Lombardia

2017
- 1. miejsce w Flèche Ardennaise
- 3. miejsce w Tour de Savoie Mont-Blanc
- 1. miejsce na 2. etapie Giro Ciclistico della Valle d'Aosta Mont Blanc

2018
- 3. miejsce w mistrzostwach Belgii U23 (jazda indywidualna na czas)

2020
- 1. miejsce w klasyfikacji górskiej Tour Poitou-Charentes en Nouvelle-Aquitaine

2021
- 2. miejsce w Tour de l’Ain

2022
- 2. miejsce w Sibiu Cycling Tour

## Rankingi
| Rok             | 2016 | 2017 | 2018  | 2019  | 2020 | 2021 | 2022 | 2023 | 2024 |
| --------------- | ---- | ---- | ----- | ----- | ---- | ---- | ---- | ---- | ---- |
| World Ranking   | 863. | 608. | 1601. | 2637. | 353. | 278. | 317. | 737. | 279. |
| UCI Europe Tour | 555. | 351. | 1158. | 1654. | 289. | 235. | 255. | -    | -    |
| UCI Asia Tour   | -    | -    | 457.  |       |      |      |      |      |      |
|                 |      |      |       |       |      |      |      |      |      |
| Źródło: UCI     |      |      |       |       |      |      |      |      |      |